# Etheostoma denoncourti
Etheostoma denoncourti är en fiskart som beskrevs av Stauffer och Van Snik, 1997. Etheostoma denoncourti ingår i släktet Etheostoma och familjen abborrfiskar. Inga underarter finns listade i Catalogue of Life.